# Décennie 1450 en arts plastiques
Chronologie des arts plastiques
Années 1440 - Années 1450 - Années 1460
Cet article concerne les années 1450 en arts plastiques.

## Événements
- 1449-1450 : Rogier van der Weyden entreprend un voyage en Italie à l'occasion du Jubilé[1].
- 1452 : Leon Battista Alberti publie L'Art d'édifier en référence au De architectura de Vitruve, architecture romain du Ier siècle av. J.-C.[2].

- 1453 : le sculpteur Donatello retourne à Florence ; il y sculpte Judith et Holopherne (1455-1460), et la Madeleine pénitente (1457)[3].

- 1456 : Petrus Christus séjourne à Milan et participe à la diffusion de l’art flamand en Italie et en Allemagne[4].
- 1447 et 1448-1455 : le peintre Lorenzo Ghiberti rédige ses Commentarii (Commentaires)[5].

## Réalisations
- 1448-1457 : réalisation des fresques de la chapelle Ovetari  de l’église des Eremitani à Padoue par Niccolò Pizzolo, Andrea Mantegna, Giovanni d'Alemagna, Bono da Ferrara, Antonio Vivarini, Ansuino da Forli. Andrea Mantegna peint sur le thème de la vie de saint Jacques et de saint Christophe (elles ont été détruites en 1944)[6].
- Vers 1450 : Lamentation du Christ, peinture de Rogier van der Weyden[7].
- Vers 1450-1455 : enluminure du Missel de Jean Rolin par le Maître de Jean Rolin[8].

- Vers 1451 : Portrait de Sigismond Malatesta, seigneur de Rimini, de Piero della Francesca[9].
- Vers 1451-1453 : L'Adoration des bergers, d'Andrea Mantegna[10].
- 1452 : La Vierge de miséricorde de la famille Cadard, où figurent Jean Cadard et Jeane de Moulins, toile de Pierre Villate et Enguerrand Quarton (commande du 16 février 1452[11]).
- 1452-1453 : Tondo Bartolini, de Fra Filippo Lippi[12].
- 1452-1456 : Diptyque de Melun commandé par Étienne Chevalier pour la collégiale Notre-Dame de Melun (Portrait d’Étienne Chevalier présenté par saint Étienne et Vierge à l’Enfant, sans doute un portrait d’Agnès Sorel, par Jean Fouquet[13].

- Vers 1452 : Triptyque Braque, retable de Rogier van der Weyden[14].
- Vers 1452-vers 1465 :
  - Piero della Francesca peint les Fresques de l'Histoire de la vraie croix, à l’église San Francesco[15].
  - Fra Filippo Lippi peint les fresques de la cathédrale de Prato (scènes de la vie de saint Étienne et de saint Jean-Baptiste)[16].
- 24 avril 1453 : Jean de Montagnac commande à Enguerrand Quarton le Couronnement de la Vierge, un tableau destiné à la chapelle de la Trinité de la Chartreuse de Villeneuve-lès-Avignon[17].
- Septembre 1453 : le sculpteur florentin Donatello achève la statue équestre du condottiere Gattamelata à Padoue, première grande statue équestre en bronze réalisée depuis l’Antiquité[18].
- Vers 1453 : Retable Alessandri, de Fra Filippo Lippi[19].
- 1453-1454 :
  - La Présentation au Temple, d'Andrea Mantegna[20].
  - Retable de Saint-Luc, d'Andrea Mantegna[21].
- 1453-1456 : Livre d'heures d'Étienne Chevalier, miniatures de Jean Fouquet[22].

- Vers 1455 : 
  - première version de La Transfiguration de Giovanni Bellini[23].
  - L’Adoration des Mages ou Retable de Sainte-Colombe de Van der Weyden[24].
  - la Madonna del Parto , fresque de Piero Della Francesca[25].
  - Heures de Simon de Varye par le Maître de Dunois, le Maître de Jean Rolin et Jean Fouquet[26].
  - Hofämterspiel, jeu de cartes peintes à la main allemand[27].

- Vers 1455-1460 :
  - La Flagellation du Christ tableau de Piero Della Francesca[28].
  - Jean Fouquet réalise les enluminures des Grandes Chroniques de France[29].
- 1456 : Monument équestre à Niccolò da Tolentino,  fresque d'Andrea del Castagno à la cathédrale Santa Maria del Fiore à Florence[30].
- Vers 1456 : le peintre florentin Paolo Uccello achève sa Bataille de San Romano, panneaux peints pour le palais des Médicis et aujourd’hui dispersés[31].

- 1456-1457 : Andrea Mantegna peint à Padoue le Saint Sébastien de Vienne[32].

- 1457 : Saint Jean-Baptiste, bronze de Donatello pour la cathédrale de Sienne[33].
- Vers 1457 : Annonciation, d’Alesso Baldovinetti[34].
- 1457-1459 : Retable de San Zeno, d'Andrea Mantegna[35]. Les trois panneaux de la prédelle, remplacés par des copies, sont conservés au musée du Louvre (La Crucifixion) et au Musée des beaux-arts de Tours (La Prière au Jardin des Oliviers et La Résurrection).

- Vers 1459-1460 :
  - La Flagellation du Christ, tableau de Piero della Francesca[36].
  - Portrait du Cardinal Ludovico Trevisan, d'Andrea Mantegna[37].

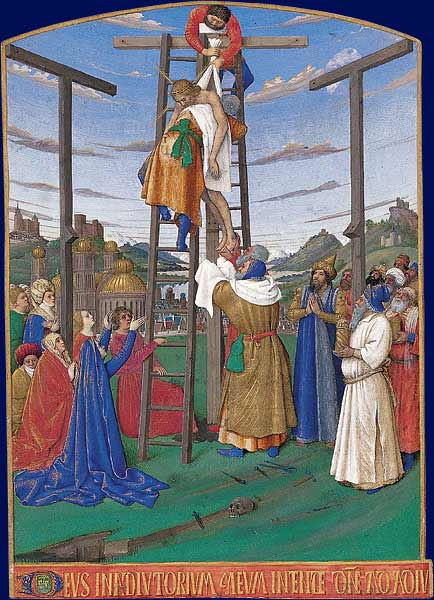
La déposition de croix, extrait du Livre d'heures d'Étienne Chevalier.
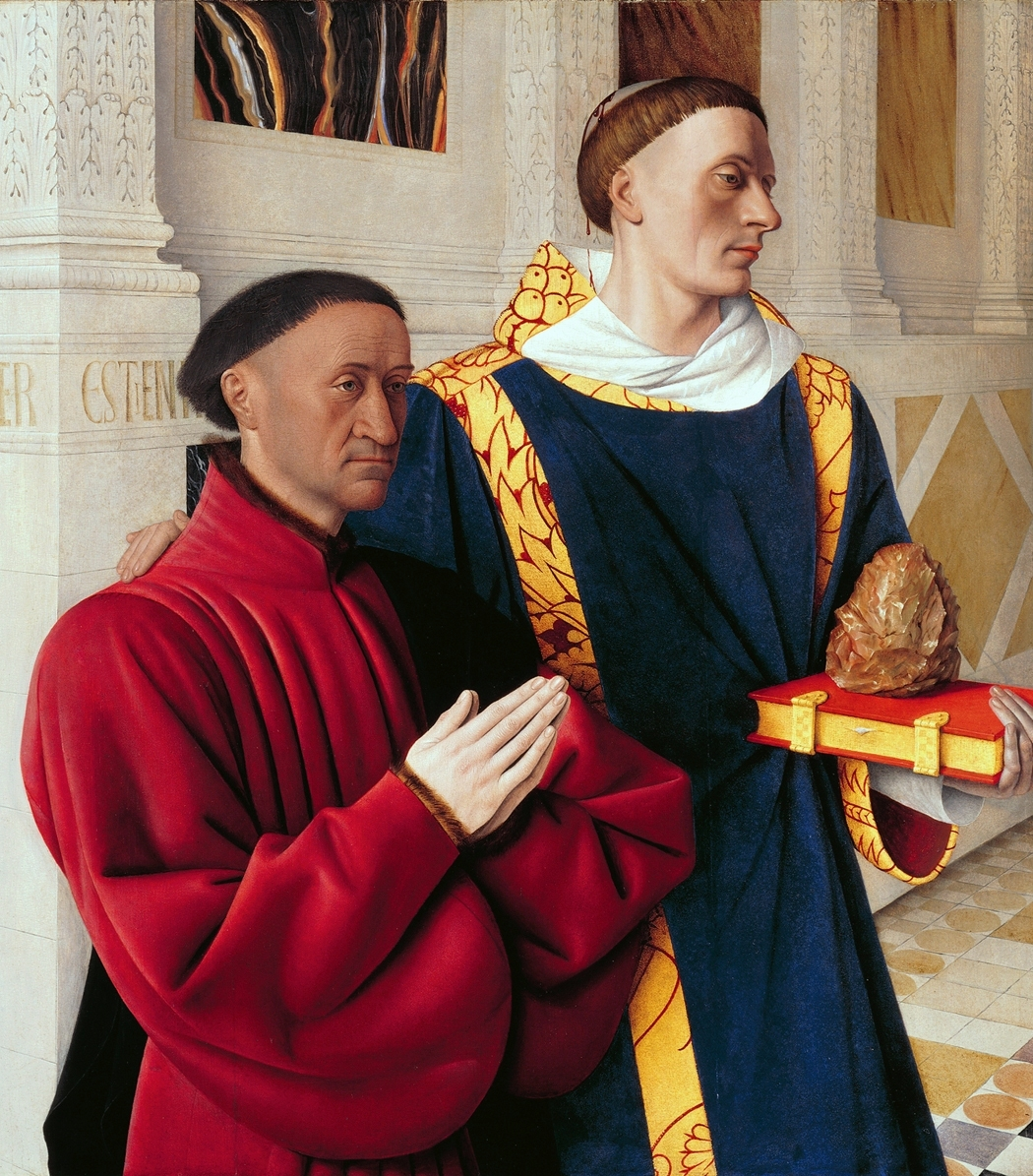
Portrait d’Étienne Chevalier présenté par saint Étienne, diptyque de Melun, Jean Fouquet.
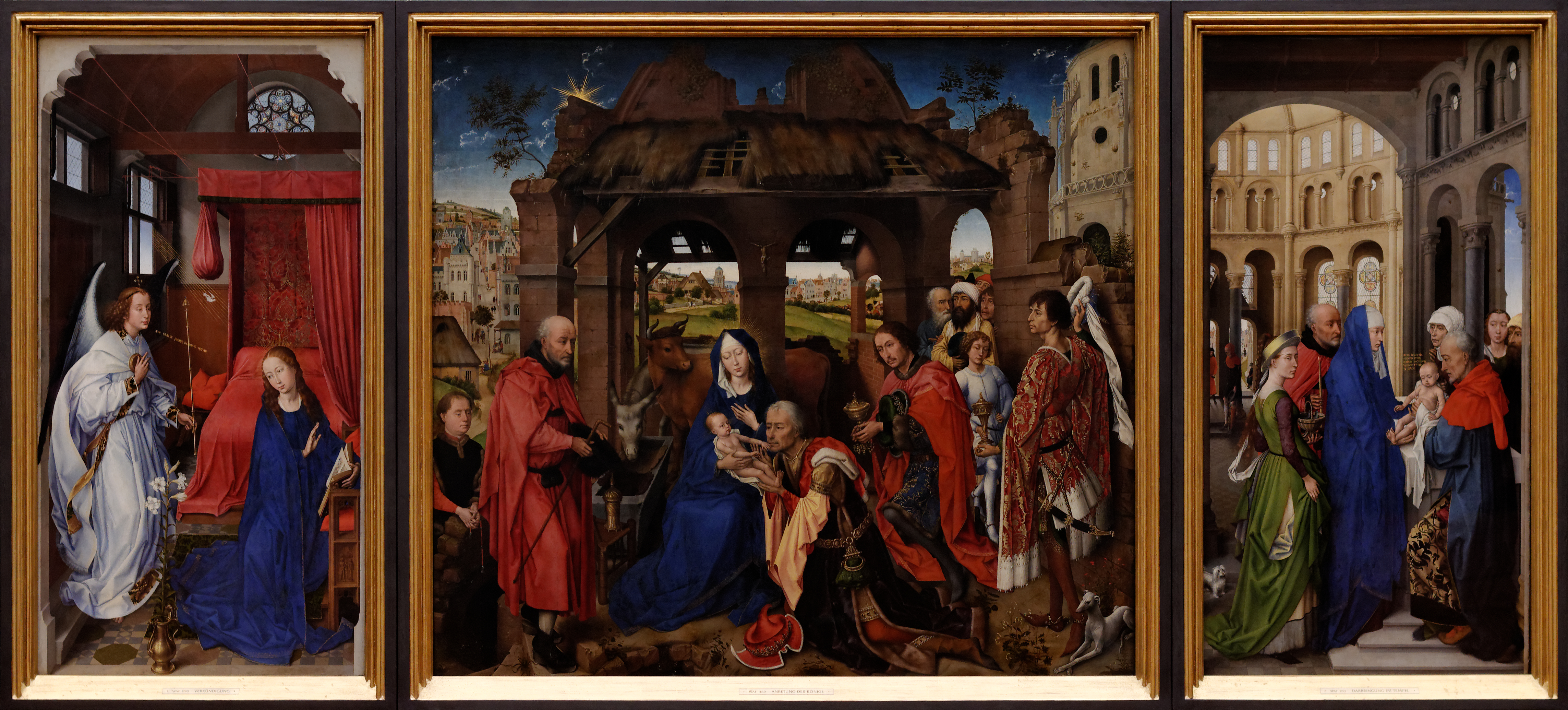
L’Adoration des Mages, Van der Weyden.
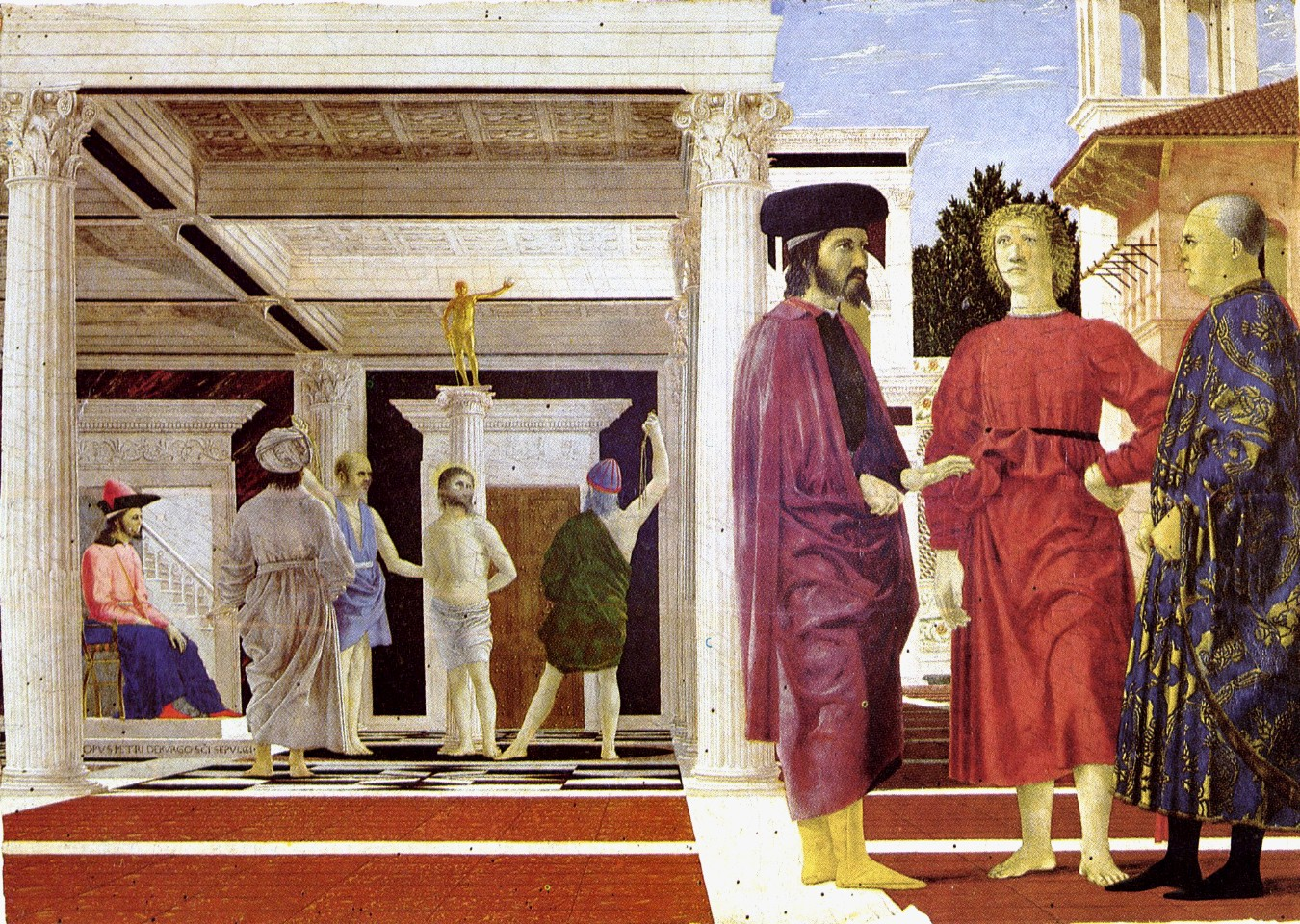
La Flagellation du Christ, Piero Della Francesca.
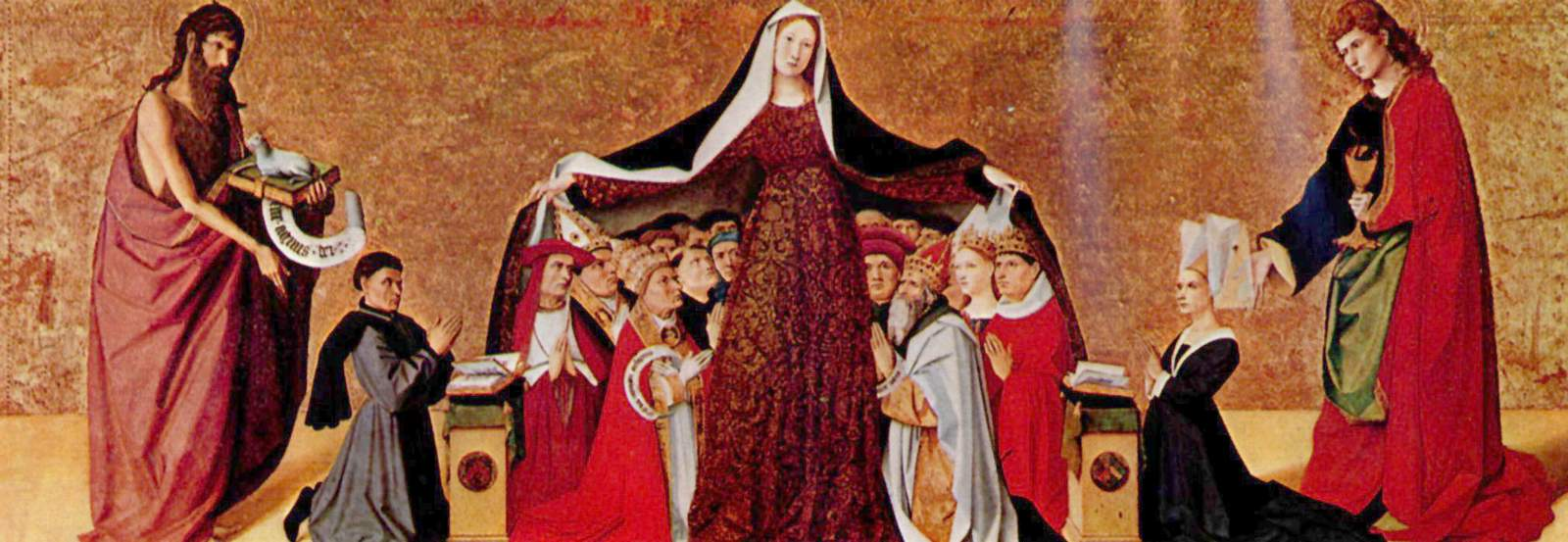
La Vierge de miséricorde de la famille Cadard, Enguerrand Quarton.
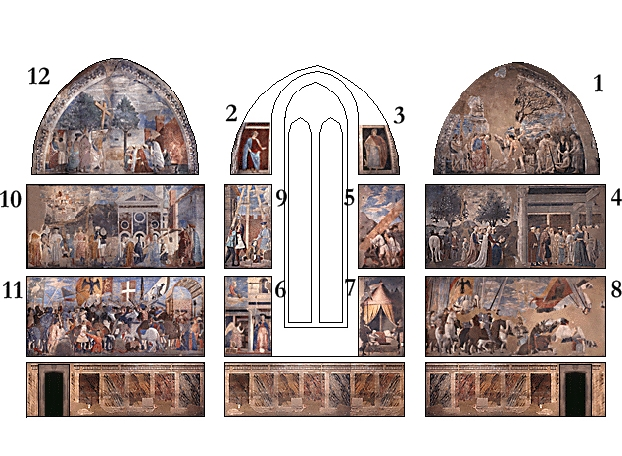
Légende de la Vraie Croix sur Commons.
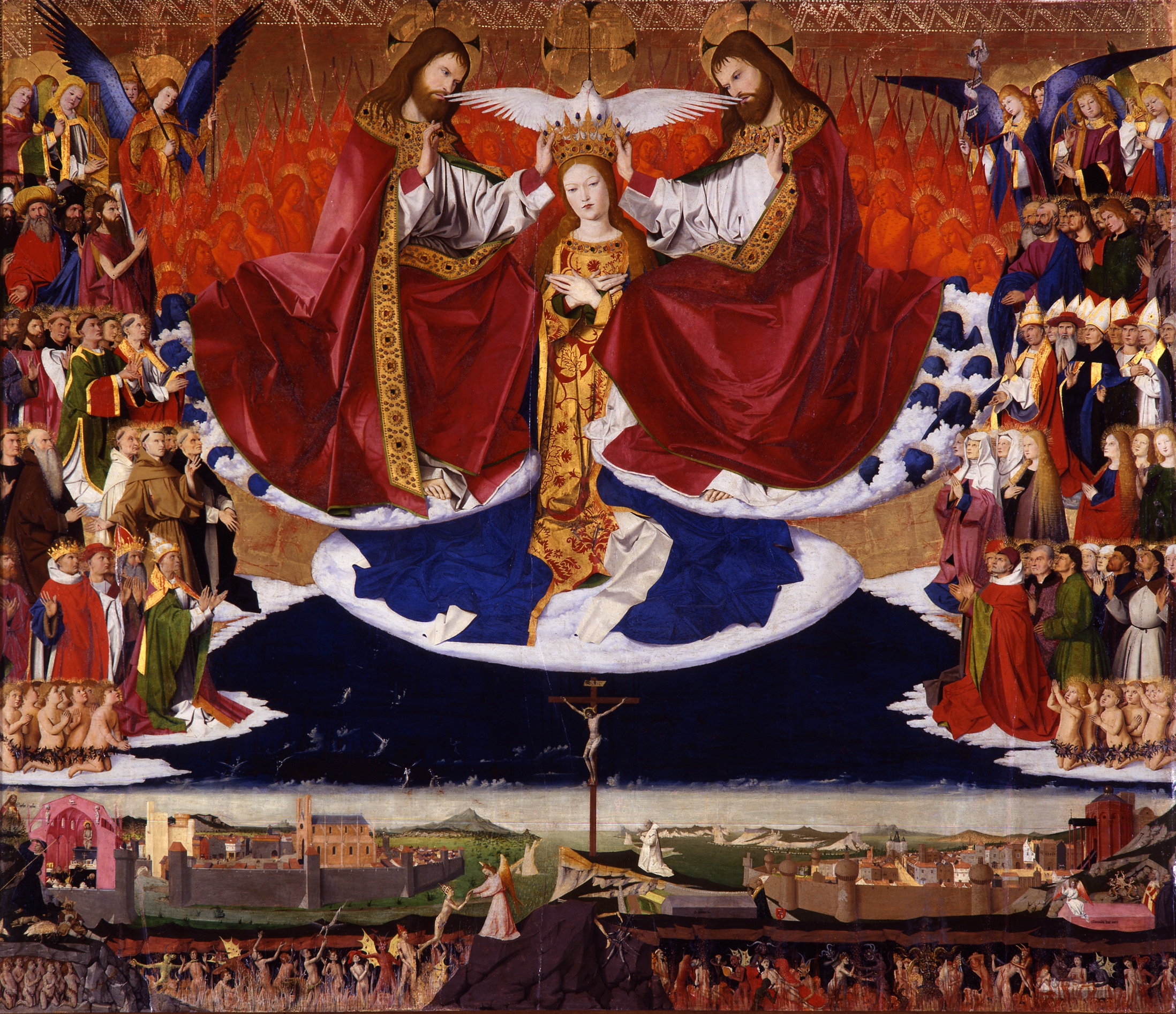
Le Couronnement de la Vierge, Enguerrand Quarton.
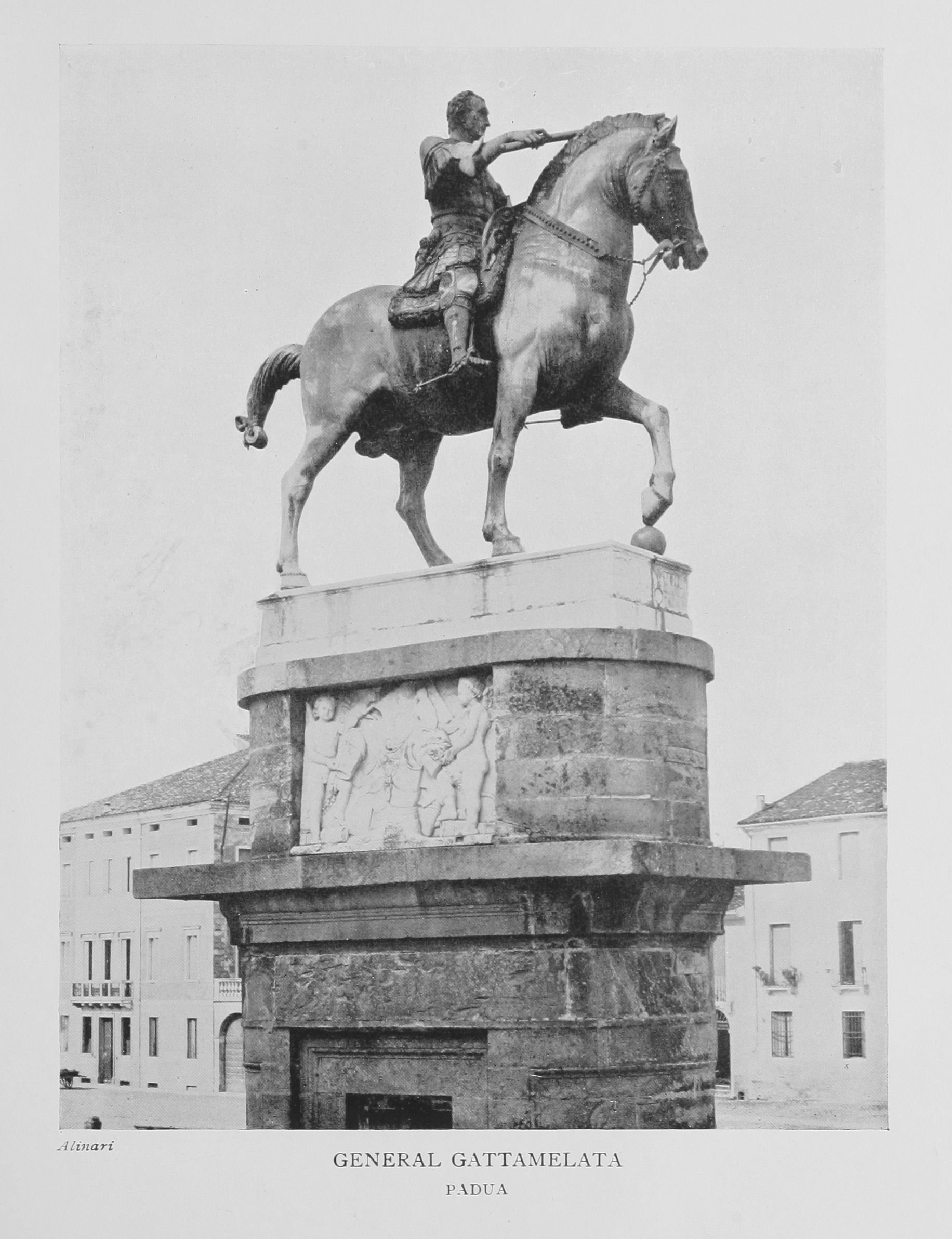
statue équestre de Gattamelata, Donatello.
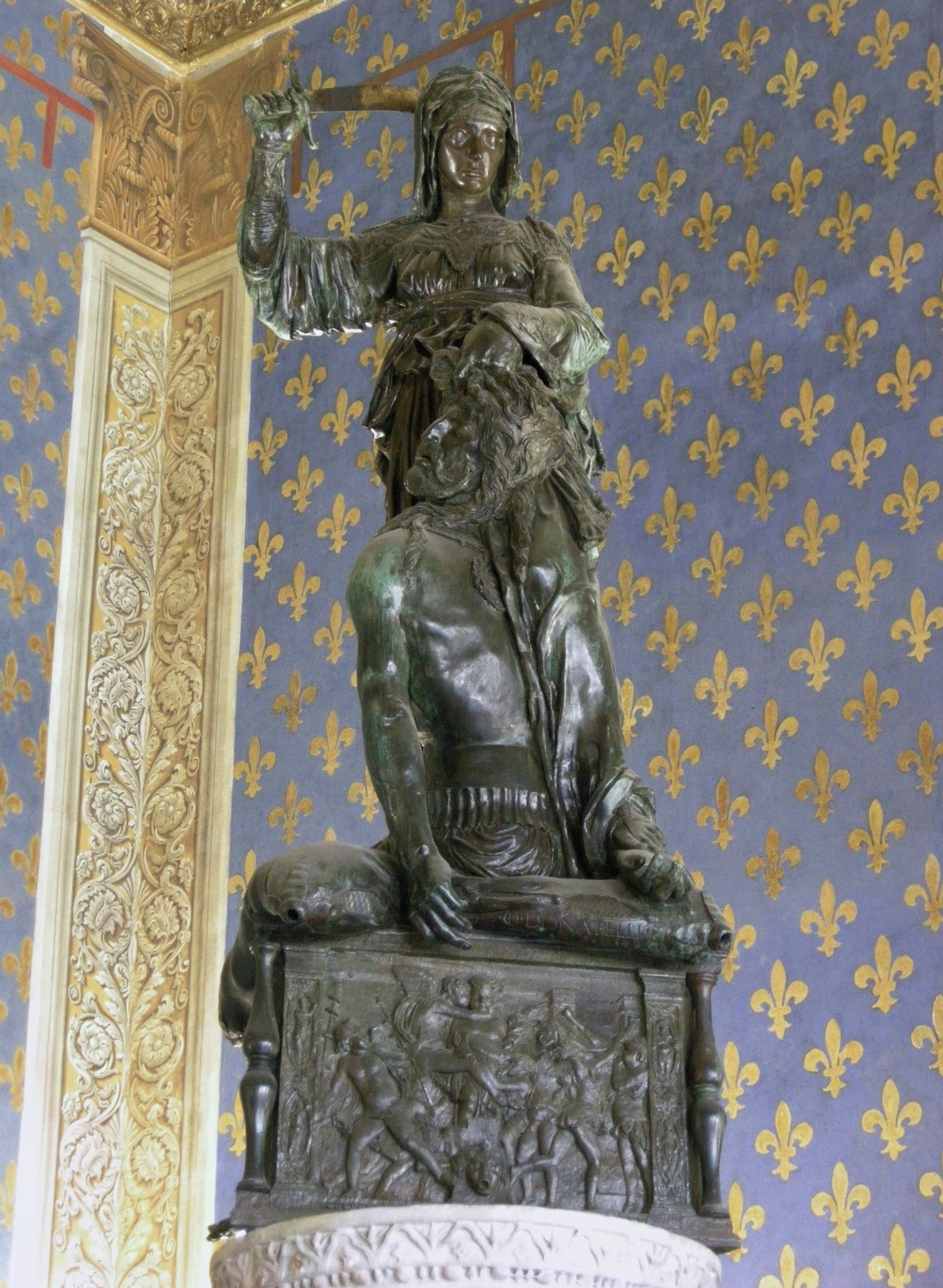
Judith et Holopherne, Donatello.
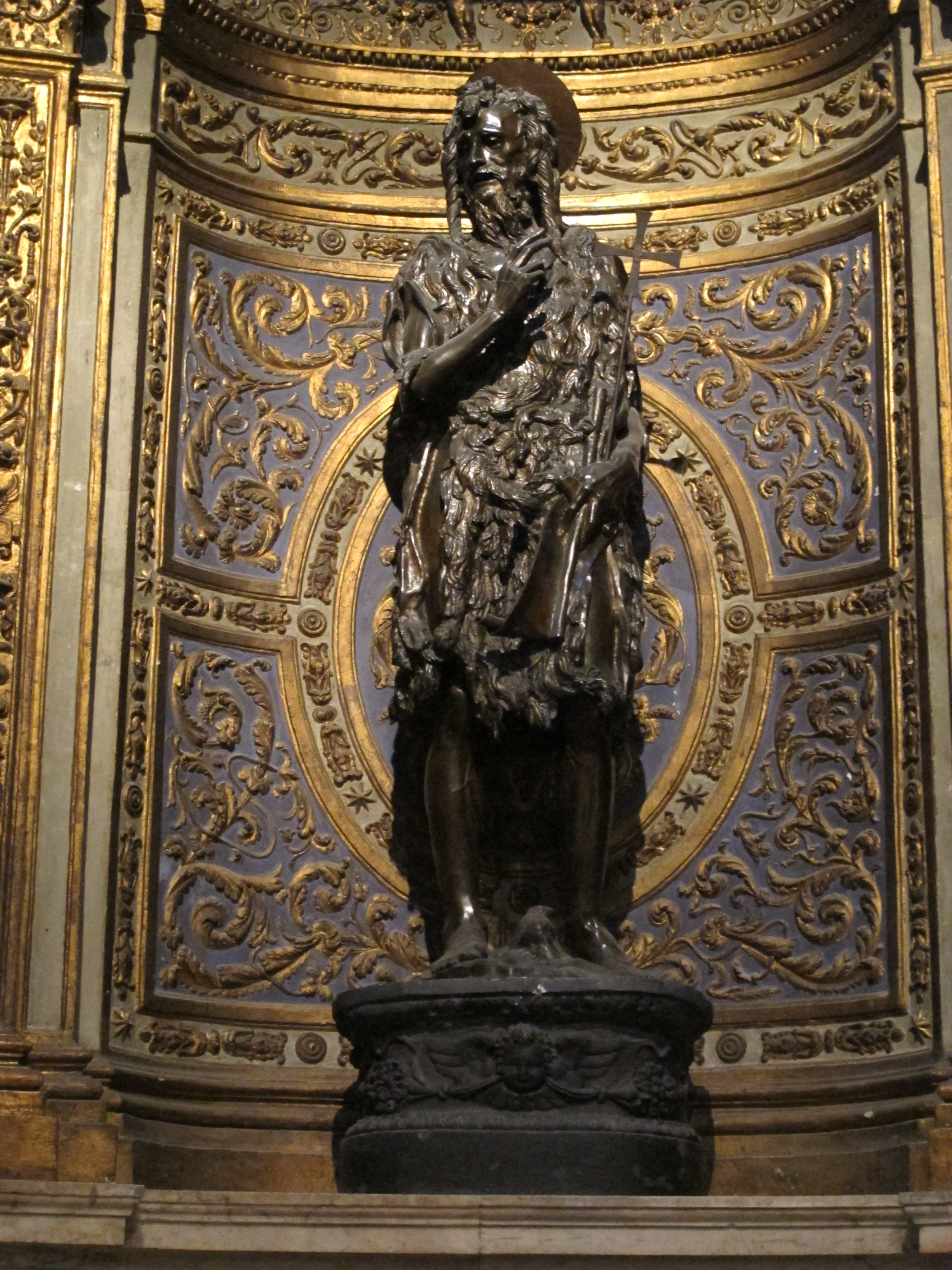
Saint Jean-Baptiste, bronze de Donatello.
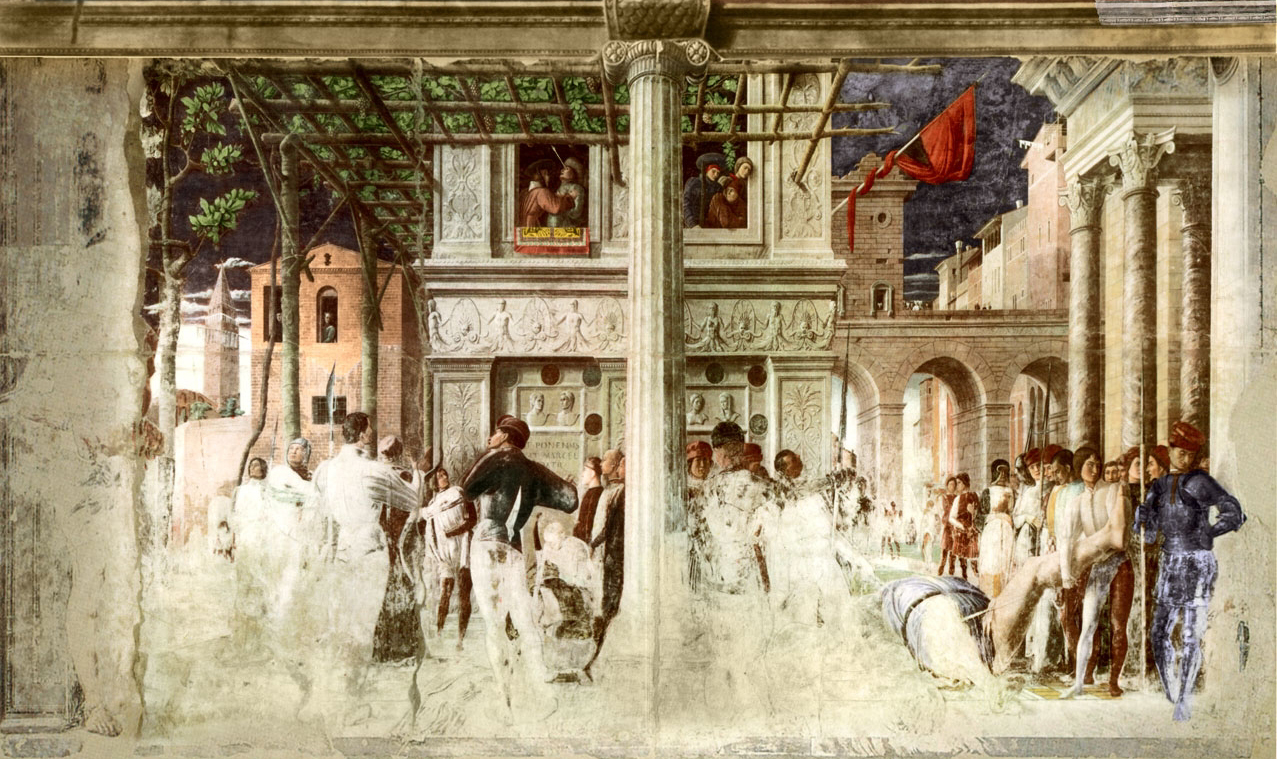
Martyre et transport de Saint Christophe, Andrea Mantegna, fresques de la chapelle Ovetari
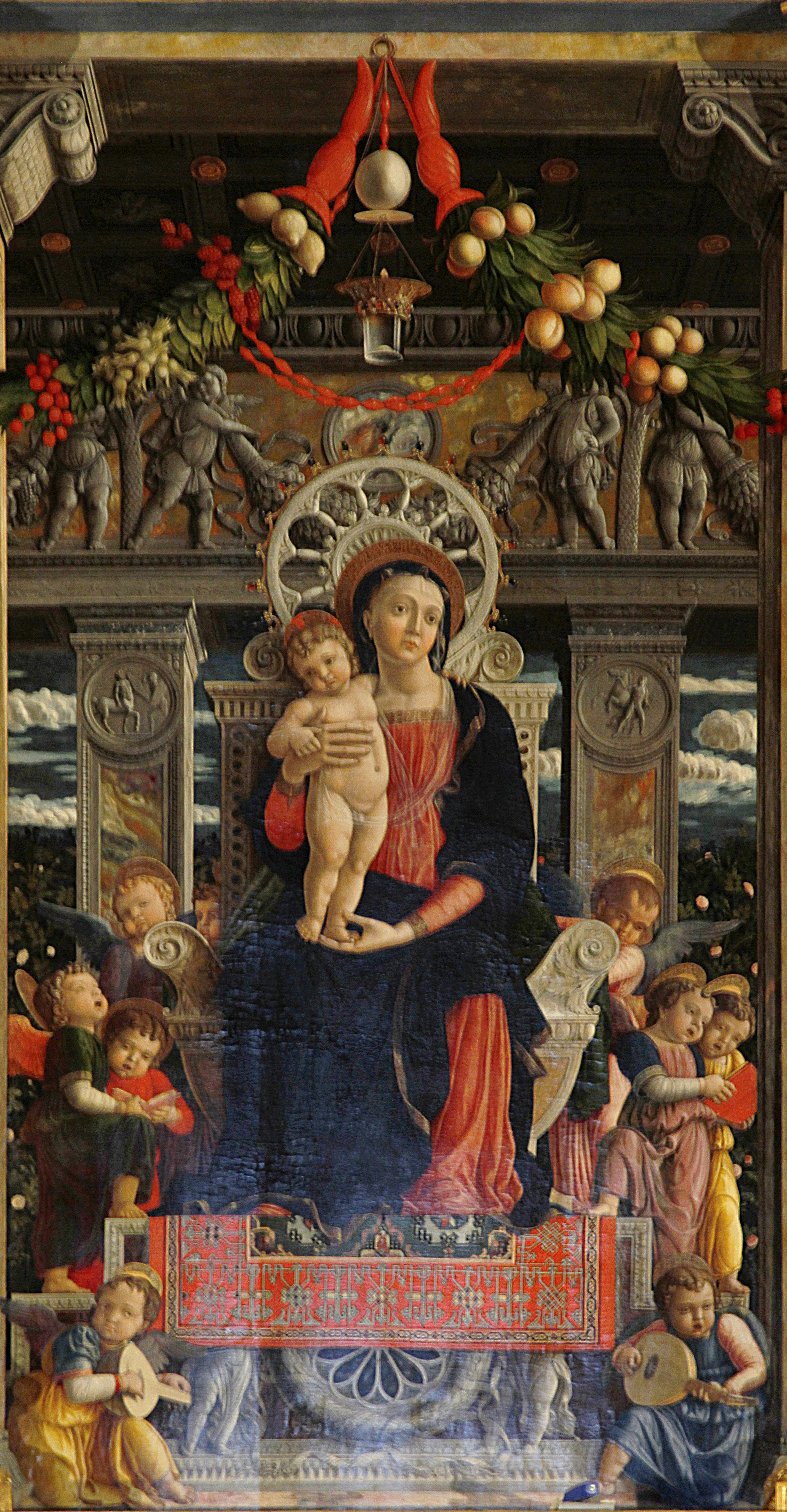
Retable de San Zeno, d'Andrea Mantegna

## Naissances
- Vers 1450-1455 : Jérôme Bosch, peintre flamand.
- 1452 : Léonard de Vinci, peintre, sculpteur, dessinateur, architecte et penseur italien,
- 1457 : Filippino Lippi, peintre italien,

## Décès
- 1451
  - Stefan Lochner, peintre allemand.
- 1453 : Giacomo Jaquerio, peintre italien.
- 1455 : 
  - Fra Angelico, peintre italien.
  - Pisanello, peintre italien.
  - Ghiberti, sculpteur italien.